# SV St. Johannis 07
Der Sportverein St. Johannis 07 ist ein Sportverein aus St. Johannis (Nürnberg). Bekannt ist er durch seine Ringer. Diese treten seit 2021 unter dem Namen Nürnberg Grizzlys in der 1. Bundesliga an.

## Geschichte
Der Verein wurde 1906 von Arbeitern als Athletenclub Saxon gegründet und trat 1907 dem Arbeiter-Athletenbund bei. Nach der Fusion mit dem Stemmverein Achilles am 9. September 1922 konnte sich der Verein zunehmend im Ringen und Gewichtheben etablieren. Nach dem Bau der eigenen Vereinshalle (1928–1929) konnte das Angebot um Boxen und Artistik erweitert werden. Nach der Machtübernahme durch die NSDAP 1933 wurde der Verein zwangsweise aufgelöst und enteignet.
Die Neugründung erfolgte am 27. Januar 1946. Im Juli 1982 konnte ein eigenes neues Sportzentrum eingeweiht werden. 2005 hatte der Verein 500 Mitglieder und bietet heute neben Ringen auch Body-Workouts, Box-Fitness, Sarengue, Powerlifting, Gymnastik, Step Aerobic, Zumba, Yoga, Tanz, Pilates und Eltern-/Kind-Turnen an.

## Abteilung Ringen

### Überblick
Ringen ist die Gründungssportart und erfolgreichste Abteilung des Vereins. Die 1. Ringermannschaft gehörte von 1985 bis 1988 sogar der 1. Bundesliga an. Kurz zuvor hatte Pasquale Passarelli den größten Einzelerfolg eines Johannisringers erreicht. Bei den Olympischen Sommerspielen 1984 holte er im griechisch-römischen Stil im Bantamgewicht die Goldmedaille. Neben Passarellis sechs deutschen Meistertiteln stellte der Verein 1990 mit Bernhard Rieger nochmals einen deutschen Meister im griechisch-römischen Stil. Die Ringer zeichnen sich auch durch eine gute Jugendarbeit aus, deren Höhepunkt das Erreichen der deutschen Jugend-Mannschaftsmeisterschaft 1988 war und 2006 wiederholt wurde.
Als Meister in der 2. Bundesliga Süd des Jahres 2005 gelang der 1. Ringermannschaft der Aufstieg in die 1. Bundesliga Südost, in der sie sich bis zum Ende der Saison 2008 halten konnten. Nach nur einem Jahr in der 2. Bundesliga gelang wieder der Aufstieg zurück in die Königsklasse des Ringens. 2012 erfolgte der erneute Abstieg. Durch die Gründung der nicht vom Deutschen Ringer-Bund (DRB) anerkannten Deutschen Ringerliga, ringt der Verein seit 2017 wieder erstklassig in der sogenannten DRB Bundesliga.

### Deutsche und internationale Erfolge
2005:
- Christoph Pscherer, Freistil, 69 kg, Deutscher Meister in der B-Jugend
- Peter Engelhardt, Freistil, 66 kg, Deutscher Meister Männer
- Tim Schleicher, Freistil, 50 kg, A-Jugend und Freistil, 50 kg, Junioren
- Philipp Vanek, gr.röm. Stil, 85 kg, Deutscher Meister A-Jugend
- 1. Mannschaft wurde Meister in der 2. Bundesliga Süd im Ringen

2006:
- Die 1. Mannschaft steigt in die 1. Bundesliga Südost. In den Entscheidungskämpfen setzte man sich gegen den SC Frankonia Großostheim durch.
- bis Anfang Mai konnten 8 Goldmedaillen auf den DM 2006 errungen werden
- Am 13. Mai 2006 wurde auch die Mannschaft der A/B-Jugend Deutscher Mannschaftsmeister
- Tim Schleicher, Freistil, 50 kg, Junioren, 3. Europameister

2007:
- Christoph Pscherer, Freistil, 76 kg, Deutscher Meister in der A-Jugend

- Tim Stadelmann, Freistil, 31 kg, Deutscher Meister in der C-Jugend
- Christian Fochtler, gr.röm. Stil, 46 kg, Deutscher Meister in der C-Jugend
- Franco Besold, Freistil, 58 kg, 2. Deutscher Meister in der C-Jugend
- Felix Capalbo, gr.röm Stil, 34 kg, 4. Deutscher Meister in der C-Jugend

- SV St. Johannis 07 Deutscher Mannschaftsmeister in der C/D Jugend
- SV St. Johannis 07 3. Deutscher Mannschaftsmeister in der A/B Jugend
- Tim Schleicher, Freistil, 55 kg, Männer, 5. Deutscher Meister
- Konstantin „Kosta“ Völk, Freistil, 84 kg, Männer, 3. Deutscher Meister
- Tim Schleicher, Freistil, 55 kg, Junioren, Deutscher Meister
- Tim Schleicher, Freistil, 55 kg, Junioren, Vize-Europameister
- Tim Schleicher, Freistil, 55 kg, Junioren, 3. Weltmeister

2008:
- Tim Schleicher, Freistil, 55 kg, Männer, Deutscher Meister
- Tim Schleicher, Freistil, 55 kg, Männer, 5. Platz Europameisterschaft

2019:
- Tim Stadelmann, Freistil, 70 kg, Männer, Deutscher Meister

### Veranstaltungen mit überregionalem Interesse
7. Juli 2007: 100 Jahre SV Johannis 07 Nürnberg

### Auszeichnungen
Die Dresdner Bank und der Deutsche Olympische Sport Bund zeichneten den SV St. Johannis 07 im Herbst 2006 mit dem „Grünen Band für vorbildliche Talentförderung im Verein“ aus.
Die Stadt Nürnberg verleiht im Januar 2007 den Titel „Mannschaft des Jahres“ an die Bundesliga-Ringer „Johannis Grizzly´s“ des SV St. Johannis 07. Seit 2009 ist der SV Johannis 07 Olympia Bundesnachwuchsstützpunkt.

### Berühmte Sportler
- Peter Engelhardt
- Pasquale Passarelli
- Bernhard Rieger
- Yoel Romero
- Tim Schleicher